# Oberliga
Oberliga er den femteøverste række i tyske fodbold. Oprykkerne kommer i Regionalliga, nedrykkere i Verbandsliga .